# Vladimiro Conti
Vladimiro Conti, indicato anche come Wladimiro Conti (Roma, 28 dicembre 1955), è un doppiatore italiano.
È conosciuto soprattutto per essere la voce italiana di Lenny Leonard ne I Simpson, Mike Brewer in Affari a quattro ruote, Horologium in Fairy Tail e Re Ghiaccio in Adventure Time.

## Doppiaggio

### Film
- Mackenzie Crook in La maledizione della prima luna, Pirati dei Caraibi - La maledizione del forziere fantasma, Pirati dei Caraibi - Ai confini del mondo
- Toby Jones in St. Trinian's, Il prodigio
- Curtis Armstrong in Nolan - Come diventare un supereroe, Southland Tales - Così finisce il mondo
- Denis O'Hare in Michael Clayton, Verrà il giorno...
- Mike O'Malley in Piacere Dave, R.I.P.D. - Poliziotti dall'aldilà
- Tomasz Sapryk in La bisbetica domata, La bisbetica domata 2
- Michael McKean in Un anno senza Babbo Natale
- Elias Koteas in Il curioso caso di Benjamin Button
- John C. Reilly in L'ultima eclissi
- Stephen Tobolowsky in Tutte le ex del mio ragazzo
- Bruce Campbell in Spider-Man 2
- Tobin Bell in Buried Alive
- John Carroll Lynch in 14 anni vergine
- Stephen Root in Impiegati... male!
- Frank Whaley in Vacancy
- John de Lancie in Reign Over Me
- Kevin Nealon in Bucky Larson: Born to Be a Star
- Barry Shabaka Henley in Benvenuta in paradiso
- Rex Linn in The Zodiac
- James Saito in La follia di Henry
- Kevin Chamberlin in Suspect Zero
- Emilio Rivera in Flamin' Hot
- Leland Orser in Confidence - La truffa perfetta
- Michael Palin in Morto Stalin, se ne fa un altro
- Chris Elliott in Tutti pazzi per Mary
- D. B. Sweeney in Taken - La vendetta
- Mike Dopud in Caos
- Matt King in Inkheart - La leggenda di cuore d'inchiostro
- Paul Anderson in Legend
- Ivan G'Vera in Terminator Salvation
- Simon Russell Beale in Rachel
- Andy Stahl in Trial by Fire
- David Sibley in 45 anni
- Matthew Faber in Cavalcando col diavolo
- Christian Camargo in Il mistero delle pagine perdute
- Phil Davis in Brighton Rock
- Rupert Reid in Another Earth
- Galen Yuen in L'alba della libertà
- Paul Rodriguez in Cani & gatti - La vendetta di Kitty
- David Jensen in The Last Exorcism - Liberaci dal male
- James Eckhouse in Jimmy and Judy
- Mark Elliot Wilson in L'ultima partita
- Michael Bowen in Bobby Z - Il signore della droga
- Jackie Flynn in Io, me & Irene
- Jerry Wasserman in Io, Robot
- Richard Edson in Starsky & Hutch
- Michael Panes in Stories of Lost Souls
- Gregory Sporleder in Mai stata baciata
- Gregory Itzin in Original Sin
- Toni Sevilla in Nameless - Entità nascosta
- Rocco Papaleo e Giuliano Del Taglia in Pinocchio (film 2019, versione inglese[1])

### Film d'animazione
- Voce annunciatore in Memories
- L'assistente di Bluff in Doug - Il film
- Il piccione #2 in Seconda stella a sinistra
- Cancrena in Action Man - X Missions - Il film
- Fred in Gaya
- Pete Claw Ward in Monsters & Co.
- Cedrone in Galline in fuga - L'alba dei nugget
- Lenny Leonard in I Simpson - Il film
- Piccoletto in Rapunzel - L'intreccio della torre
- Antipicco in Ralph Spaccatutto
- Il capitano Paté in Un mostro a Parigi
- Mal in Robinson Crusoe
- Simul-traduttore ne L'isola dei cani
- Nonno Pig in Peppa Pig: Gli Stivali D'oro
- Lancillotto in Hotel Transylvania
- Stan il pappagallo rosso in Tom & Jerry all'arrembaggio

### Serie televisive
- Ted McGinley in Shrinking
- Emilio Rivera in Mayans M.C.
- Dan Butler in Frasier (st. 6-11)
- Michael Smiley in Luther
- Ron Lea in Case e misteri
- Kevin Eldon in Il Signore degli Anelli - Gli Anelli del Potere
- Rob Jarvis in Hustle - I signori della truffa
- Jonathan Hardy in Farscape
- İlker Aksum in La notte nel cuore
- Charles Busch in Oz
- Kevin Doyle in Paranoid
- Clark Middleton in The Blacklist

### Programmi televisivi
- Mike Brewer in Affari a quattro ruote

### Cartoni animati
- Mumm-Ra in Thundercats
- Sinapsi in Fish'n'Chips
- V.V. Argost in Secret Saturdays
- Lenny Leonard (3ª voce e principale, ep.9.1-3, ep.9.13+) ne I Simpson
- Fishy Joe Gilman (ep. 3x16), Regista (ep. 4x06), Sweet Clyde Dixon (ep. 5x02), Schlomo, Cookie, Turanga Morris (st. 8+) in Futurama[2]
- Harvey in Hey, Arnold!
- Pietro in Indovina indovinello
- John Tanaka in F-Zero: GP Legend
- Vari personaggi in Teen Titans
- Hans Flix in I Netturbani
- Ronf e Augustus in PopPixie
- Padrone in Violence Jack
- Dracula (1ª voce) in Le tenebrose avventure di Billy e Mandy
- Re Ghiaccio in Adventure Time
- Cotton Hill (2ª voce) in King of the hill
- Gerald Broflovski in South Park (doppiaggio SEFIT-CDC)
- Fratello Blood in Teen Titans Go!
- Butch in The Tom & Jerry Show[3]
- Yogar Lyste in Star Wars Rebels (1ª voce)
- Gastone Paperone in DuckTales
- Marcellus King in Marblegen
- Preston Praxton in Rainbow Rangers
- Paul, Dott. Balthazar e Zucotti Manicotti in Aqua Teen Hunger Force
- Signor Doe, Hunter Gathers, Dott. Dugong, Ted e Presidente Breyer in The Venture Bros.
- Felix Boulevardez in La famiglia Proud, La famiglia Proud: più forte e orgogliosa
- Nonno Pig (4ª voce) in Peppa Pig (st.7+)
- Gredd in Gormiti (serie animata 2018)
- Corin Reveck / Singed in Arcane

### Videogiochi
- Ragetti in Pirati dei Caraibi: La leggenda di Jack Sparrow,[4] Disney Infinity[5]
- Paolo Bitta in Camera Café 2
- Brainiac in LEGO Batman 3: Gotham e oltre; LEGO Dimensions
- Secundo e Speaker delle gare in Beyond Good & Evil[6]
- Darrell Cartrip in Cars - Motori ruggenti[7]
- Sergio in Scooby-doo e la palude del mistero